# Полоз-гієрофіс

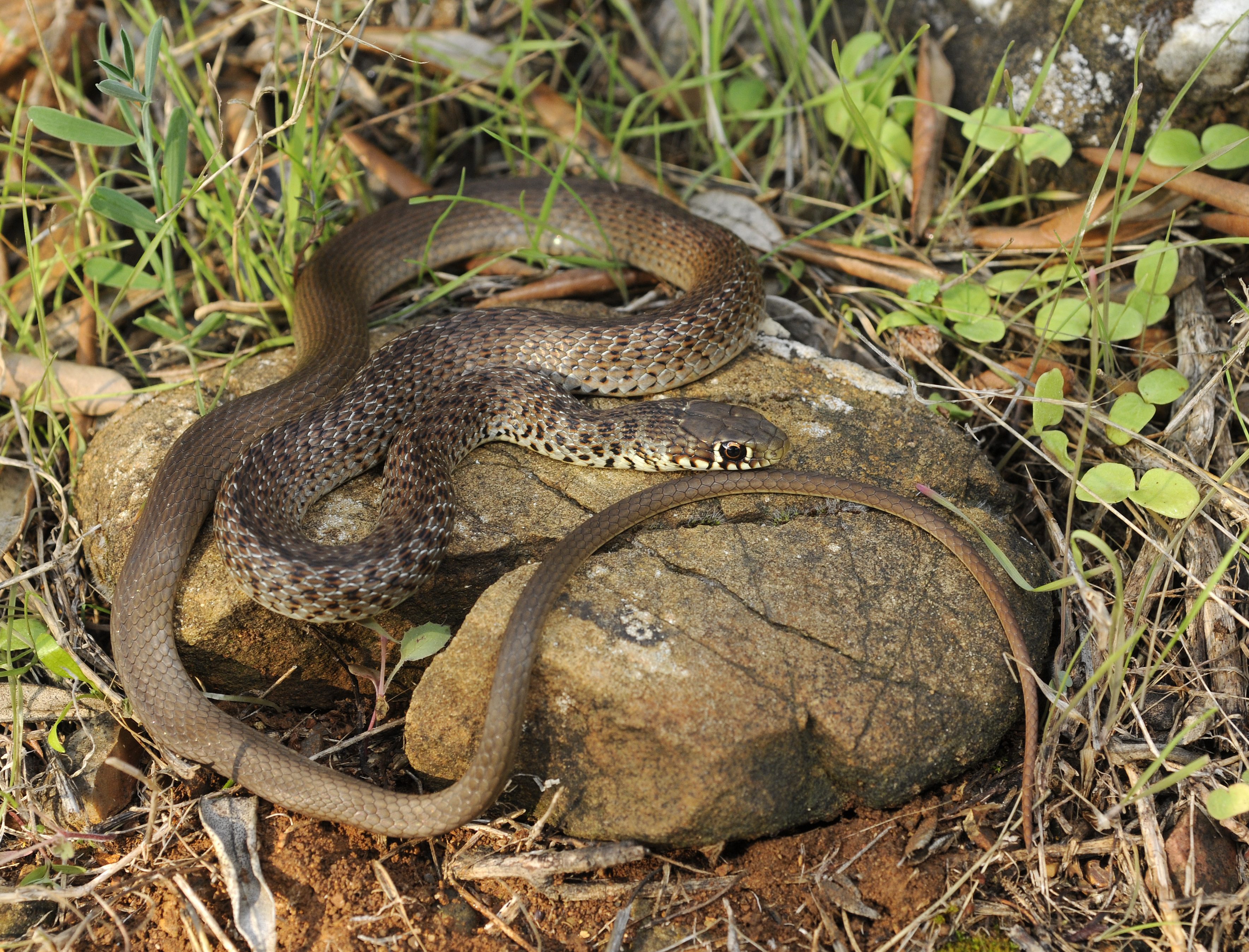
Полоз балканський

Полоз-гієрофіс (Hierophis) — рід змій родини полозових (Colubridae). Представники роду поширені в Євразії. Описано 3 види. 
Донедавна більшість представників роду відносили до роду струнких полозів (Coluber).

## Опис
Загальна довжина тіла представників цього роду коливається від 90 см до 1,8 м. За будовою тулуба дуже схожі на представників роду полозів-доліхофісів. Тулуб кремезний, майже круглий у поперечному перерізі. Голова середнього розміру, сплощена, помітно відділена від тулуба шиєю. Очі великі. Верхньощелепні зуби поступово збільшуються за напрямком у глибину пащі, причому 2 останніх зуба відділені від інших невеликим проміжком; всі зуби без борозенок (не спеціалізовані для введення отрути).
Тіло вкрите гладенькою, здебільшого невеликою лускою, з двома апікальними порами. Навколо середини тулуба 19 рядів луски. Черевні щитки утворюють по боках поздовжні ребра. Голова вкрита великими парними і непарними щитками. Ніздря розташована між двома носовими щитками. 
Для полозів-гієрофісів у забарвленні тіла характерними є численні темні поперечні лінії або смуги удовж всього тулуба, а з боків у них тягнуться 2 ряди плям. Основний фон шкіри в темних кольорах.

## Поширення
Представники роду поширені в Європі та Азії.

## Особливості біології
Населяють місцевості біля водойм, зарості чагарників, зустрічаються біля помешкань людини. 
Полози-гієрофіси належить до яйцекладних змій. Самиці відкладають до 10—12 яєць.
Харчується дрібними ссавцями (гризунами, землерийками), ящірками, а також птахами.

## Систематика
Донедавна більшість представників роду відносили до роду струнких полозів (Coluber). Після виділення роду Hierophis до нього спочатку відносили 6 видів полозів, у тому числі полоза жовточеревого, полоза великого і полоза Шмідта, яких пізніше виділили в окремих рід полозів-доліхофісів (Dolichophis).
Станом на 2024 рік описано 3 види:
- Полоз балканський (Hierophis gemonensis);
- Полоз кіпрський (Hierophis cypriensis);
- Полоз зелено-жовтий[4] (Hierophis viridiflavus).